# Parmalat
Parmalat es una compañía de lácteos y alimentación italiana, que desde 2011 es una subsidiaria del grupo multinacional francés Lactalis, el cual ejerce desde 2019 un control más completo.
Alcanzó a ser la compañía líder mundial en la producción de leche UHT. Casi desaparece por completo debido a un fraude financiero de 14,000 millones de euros causado por su fundador, Calisto Tanzi, en diciembre de 2003, el mayor en Europa hasta dicha fecha.
Parmalat es una compañía con presencia en todo el mundo, con importante actividad en América, Australia, Europa y Sudáfrica. Aún se especializa en leche UHT y derivados de ésta, pero el grupo también tiene intereses en el mercado de los zumos de frutas. Estos productos son distribuidos en marcas como Lactis, Santal, Malù, etc. Sus operaciones mundiales incluyen más de 140 centros de producción. Alrededor de 36.000 trabajadores ganan sus ingresos de Parmalat, y 5000 granjas italianas son usadas para la producción.

## Historia
En el año 1961, Calisto Tanzi, de 22 años, abrió una pequeña planta de pasteurización en Parma, Italia. Cuatro décadas después la compañía ha crecido hasta convertirse en una empresa multinacional que produce leche, bebidas varias, panadería, y otros productos lácteos.
En el año 2011 el 83% de sus acciones fue adquirido mediante una oferta pública de acciones por la empresa francesa Lactalis, convirtiéndose entonces en el grupo lácteo más grande del mundo, y máximo comprador de leche con un volumen aproximado de cuarenta millones de litros diarios.
En los años 1980 trajo además productos de desayuno en los años 1990 pasó a cotizarse en la Bolsa de Valores de Milán.

### Expansión de la empresa
Esta lista muestra las expansiones que ha tenido la compañía:
- Expansión en 30 países desde 1990
- Parma Football Club
- Presencia en la Fórmula 1 con el equipo Brabham desde 1978 a 1984 y posteriormente en el equipo Forti en 1995, Ligier en 1996, Arrows de 1997 a 1998 y Sauber de 1999 a 2000.
- ParmaTour Una agencia de viajes que quebró.
- Odeon TV Cadena de televisión vendida.
- Deportivo Italia Equipo de fútbol de Venezuela, fue adquirido por Parmalat en 1998 para ser rebautizado "Deportivo ItalChacao" Fue vendido a mediados de 2004.
- Presencia en el fútbol argentino, patrocinando a Boca Juniors, entre 1992 y 1995, y a Ferrocarril Oeste, entre 1998 y 2000.
- Presencia en el fútbol chileno, patrocinando a Audax Italiano, en 1994
- Presencia en el fútbol brasileño, patrocinando a Palmeiras, entre 1992 y 2000 (en 1998 usó en el uniforme "Santál Active", marca de jugos de Parmalat)
- Presencia en el fútbol uruguayo, patrocinando a Peñarol, entre 1992 y 2000

### Fraude financiero
En 1997, Parmalat se expandió a los mercados financieros, financiando varias adquisiciones internacionales, especialmente en el hemisferio occidental, con deuda. Pero  para 2001, muchas de las nuevas divisiones estaban produciendo pérdidas y el financiamiento de la empresa se desplazó en gran medida al uso de derivados, aparentemente al menos en parte con la intención de ocultar el alcance de sus pérdidas y deudas. En febrero de 2003, el director financiero Fausto Tonna anunció inesperadamente una nueva emisión de bonos por valor de 300 millones de euros. Esto fue una sorpresa tanto para los mercados como para el CEO, Calisto Tanzi. Tanzi obligó a Tonna a dimitir y lo sustituyó por Alberto Ferraris. Según una entrevista que más tarde le dio a la revista Time, Ferraris se sorprendió al descubrir que, aunque ahora es director financiero, todavía no tenía acceso a algunos de los libros corporativos, que estaban siendo manejados por el director de contabilidad Luciano Del Soldato. Comenzó a hacer algunas averiguaciones y empezó a sospechar que la deuda total de la empresa era más del doble que lo que indicaba el balance.
El plan para un esfuerzo de recaudación de fondos de 300 millones de euros se abandonó en septiembre de 2003 y las acciones de la compañía se depreciaron significativamente como resultado de las preocupaciones publicitadas planteadas sobre las transacciones con el fondo mutuo Epicurum, una compañía con sede en Caimán vinculada a Parmalat en noviembre. Ferraris renunció menos de una semana después de la disputa pública y fue reemplazado por Del Soldato. Del Soldato renunció al mes siguiente, incapaz de obtener efectivo del fondo Epicurum, necesitaba pagar deudas y hacer pagos de bonos por un total de al menos 150 millones de euros. Bonlat era una subsidiaria de Parmalat establecida en las Islas Caimán. Bank of America el banco de Bonlat, luego publicó un documento que mostraba € 3950 millones en la cuenta bancaria de Parmalat eran una falsificación. Tanzi dimitió como presidente y director ejecutivo. Cientos de miles de inversores perdieron su dinero y nunca lo recuperarían.
El primer ministro Silvio Berlusconi modificó las leyes de quiebras por decreto para permitir que una empresa busque protección acelerada de los acreedores, al otorgar poderes extraordinarios a un administrador designado por el gobierno ( commissario ). Enrico Bondi fue nombrado comisario .
Calisto Tanzi fue detenido horas después de que la empresa fuera declarada oficialmente insolvente a finales de diciembre y admitió que había un agujero de 8.000 millones de euros en las cuentas de Parmalat, pero negó cualquier encubrimiento. Siguió el arresto de otros cinco ejecutivos. Los auditores de la administración finalmente determinaron que las deudas ascendían a 14.300 millones de euros, casi ocho veces la suma originalmente declarada. Posteriormente, varias de las subsidiarias de la compañía se declararon insolventes, incluidas sus operaciones en Brasil, Argentina y Estados Unidos y su club de fútbol en Parma .
Tanzi finalmente fue acusado de fraude financiero y lavado de dinero. Entre las prácticas contables cuestionables utilizadas por Parmalat estaban venderse a sí mismo notas vinculadas al crédito, de hecho apostando por su propia solvencia crediticia para conjurar un activo de la nada. Después de su arresto, según los informes, Tanzi admitió durante el interrogatorio en la prisión de San Vittore de Milán que desvió fondos de Parmalat a Parmatour y otros lugares. Las empresas familiares de fútbol y turismo también fueron un desastre financiero, ya que Tanzi intentó rivalizar con Berlusconi.comprando Odeon TV, solo para venderlo con una pérdida de unos 45 millones de euros. Tanzi fue condenado a 10 años de prisión por fraude relacionado con el colapso del grupo lácteo. Los otros siete acusados, incluidos ejecutivos y banqueros, fueron absueltos. Otros ocho acusados llegaron a un acuerdo extrajudicial en septiembre de 2008. La nueva dirección de Parmalat comenzó a investigar y demandar a Bank of America, Deloitte y Grant Thornton International, el banco y las firmas de auditoría que supuestamente ayudaron a perpetuar el fraude de la administración anterior de Parmalat.
En 2007, Deloitte decidió pagar 149 millones de dólares a Parmalat.  Bank of America, el banco de Parmalat en muchas entidades de propósito especial, llegó a un acuerdo con un pago de $ 100 millones a Parmalat en 2009. Grant Thornton International , la compañía de auditoría de Parmalat, llegó a un acuerdo después de repetidas demandas por $ 4400 millones con Parmalat. La nueva administración de Parmalat recuperó alrededor de $ 700 millones en pagos de los bancos y firmas de auditoría que demandó por negligencia y ayuda en el fraude del antiguo liderazgo de Parmalat.

### Últimos años
En 2000, se emitio un comercial polemico de Parmalat en Chile,sobre el Mamiferogurt en el que un niño pone pirañas en la tina de su mama
En 2005, Vicenzi compró a Parmalat la no rentable planta de panadería de Nusco ,  inaugurada en 1984 por razones políticas porque era la ciudad natal del cacique de la Democracia Cristiana , Ciriaco De Mita . 
En 2011, Parmalat había aumentado el efectivo a 1500 millones de euros. Lactalis compró rápidamente casi el 30% de la empresa en el mercado abierto y en julio de 2011 logró su oferta de adquisición de 2500 millones de euros, alcanzando un control del 80% de las acciones a 2,6 euros por acción.
En 2015 los ingresos alcanzaron los 6.420 millones de euros y el EBITDA los 444,5 millones de euros. Lactalis se preparó para eliminar a Parmalat de la cotización en 2016 con una oferta de compra a 2,8 € por acción para adquirir el 12% restante,  luego subió a € 3  pero finalmente fracasó debido a la oposición del fondo de cobertura Amber y otros. En diciembre de 2018, se pensaba que Lactalis había alcanzado casi el 95% de las acciones a un precio de mercado abierto de alrededor de 2,85 € / acción y estaba a punto de lanzar una nueva oferta de adquisición y exclusión.  Lactalis adquirió el 7% de las acciones de Amber y otros accionistas que se habían opuesto a la adquisición de 2016,  y confirmó la exclusión de la lista para marzo de 2019.
Lactalis trasladó todas las actividades estratégicas a Francia y gradualmente cerró las operaciones en Italia.  En 2019, el futuro de la histórica fábrica de Roma también estaba en duda.

## Parmalat en el mundo

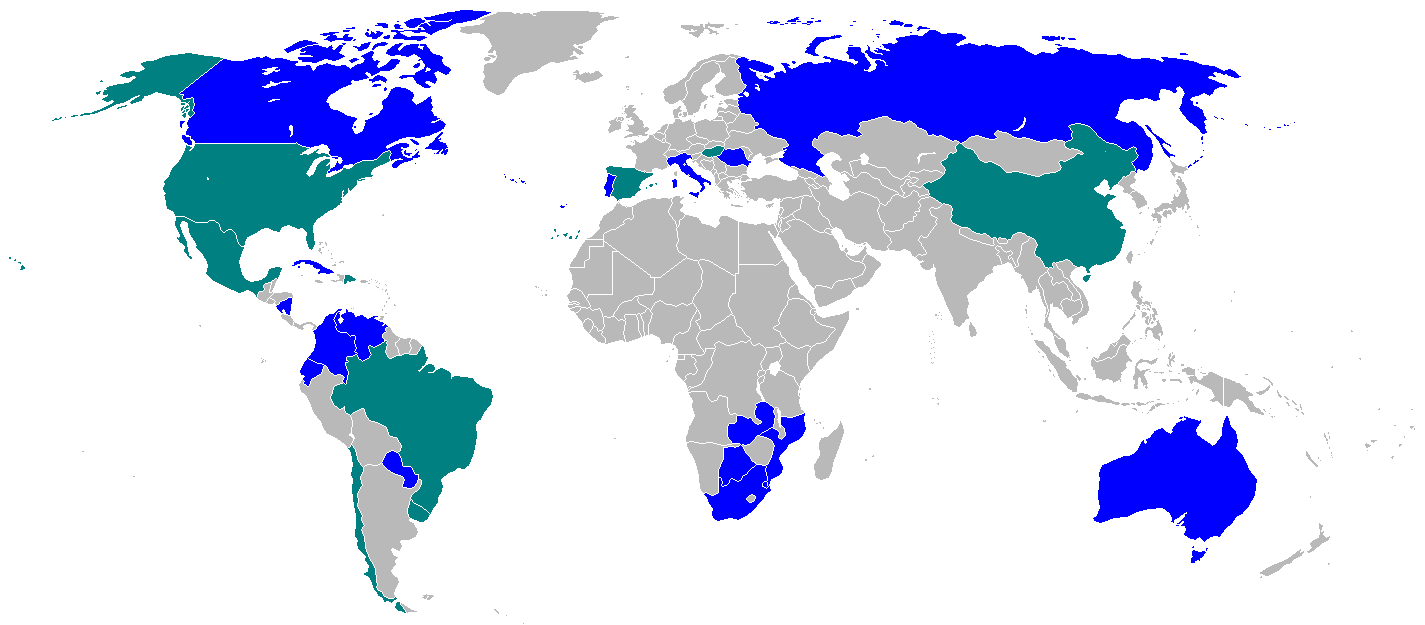
Parmalat en el mundo: en azul los países con presencia directa, en verde los países con presencia en forma de licencia.

### Presencia directa
- Italia
- Australia
- Botsuana
- Bolivia
- Paraguay
- Portugal
- Canadá
- Colombia
- Cuba
- Ecuador
- Nicaragua
- Venezuela
- Rusia

### Presencia con licencia
- Brasil
- Chile
- China
- España
- Estados Unidos
- Hungría
- México
- República Dominicana
- Uruguay
- Jamaica